# Live Bootleg
Albums de Aerosmith
Draw the Line
(1977) Night In The Ruts
(1979)
Singles
1. Chip Away the Stone
Sortie : janvier 1979

Live! Bootleg est le 1er album live du groupe de hard rock américain, Aerosmith. Il est sorti en octobre 1978 sous forme de double album vinyle sur le label CBS Records en Europe et Columbia Records en Amérique du Nord. Il fut produit par le groupe et Jack Douglas (en).

## Historique
Enregistré pendant la tournée américaine 77-78 à l'exception des deux derniers titres datant de la tournée 73, ce disque était avant tout destiné à couper l'herbe sous les pieds des nombreux bootleggers. À cette époque, Aerosmith était, en effet, sur le podium des groupes les plus piratés, côtoyant les Rolling Stones et Led Zeppelin. Une floppée de vinyles verront le jour, pas toujours du plus grand intérêt, ni de la meilleure qualité, les conditions d'enregistrement de tels disques étant plutôt artisanales. D'où le côté volontairement salopé de la pochette, avec ses ronds de café. Live! Bootleg ne fut pratiquement pas retouché en studio, donnant au son un aspect « sale », mais offrant un excellent témoignage de l'énergie et de la sauvagerie déployées par le groupe sur scène. Les improvisations musicales encore fréquentes à cette période contrastent avec les concerts formatés récents des Bostoniens, aux chansons bien calibrées que l'on peut écouter à partir des deux Classics Live des années 80. 
L'aspect "Bootleg" est clairement présent sur la face quatre du double album avec deux titres enregistrés le 23 avril 1973 au Paul Mall's, un club de jazz de Boston. Ces deux titres,I Ain't Got You une reprise de Calvin T. Carter popularisé en Europe par Les Yardbirds et Mother Popcorn une reprise d'une chanson de James Brown, furent à l'époque diffusés en simulcast sur, WBCN FM, une radio de Boston. Mais d'autres titres sont issus d'enregistrements rares, Last Child provient d'un concert que le groupe donna sous le nom de DR.J. Joned and the Interns dans une petite salle (moins de mille place) de Boston ou la reprise des Beatles, Come Together qui fut enregistrée en direct live dans le local de répétition du groupe, The Wherehouse à Waltham. 
Chip Away the Stone était un titre inédit jusqu'alors, il fut composé par Richard Supa un ami et collaborateur occasionnel du groupe. Ce titre, sorti en janvier 1979, est l'unique single de promotion de l'album, il se classa à la 77e place du Billboard Hot 100.
Live! Bootleg sera certifié disque de platine et atteindra la 13e place du Billboard 200 aux États-Unis. En France, il atteindra la 19e place des meilleures ventes de disques.

## Liste des titres
Face 1
| No | Titre              | Auteur                  | Date et lieu d'enregistrement    | Durée |
| -- | ------------------ | ----------------------- | -------------------------------- | ----- |
| 1. | Back in the Saddle | Steven Tyler, Joe Perry | 4 juillet 1977, Indianapolis, IN | 4:25  |
| 2. | Sweet Emotion      | Tyler, Tom Hamilton     | 23 mars 1978, Chicago, IL        | 4:42  |
| 3. | Lord of the Thighs | Tyler                   | 23 mars 1978, Chicago, IL        | 7:18  |
| 4. | Toys in the Attic  | Tyler, Perry            | 28 mars 1978, Boston, MA         | 3:45  |

Face 2
| No | Titre         | Auteur                      | Date et lieu d'enregistrement  | Durée |
| -- | ------------- | --------------------------- | ------------------------------ | ----- |
| 5. | Last Child    | Tyler, Brad Whitford        | 9 Août 1978, Boston, MA        | 3:14  |
| 6. | Come Together | John Lennon, Paul McCartney | 21 août 1978, Waltham, MA      | 4:51  |
| 7. | Walk This Way | Tyler, Perry                | 2 avril 1978, Detroit, MI      | 3:46  |
| 8. | Sick as a Dog | Tyler, Hamilton             | 4 avril 1977, Indianapolis, IN | 4:42  |

Face 3
| No  | Titre               | Auteur                                     | de l'album                       | Durée |
| --- | ------------------- | ------------------------------------------ | -------------------------------- | ----- |
| 9.  | Dream On            | Tyler                                      | 3 juillet 1977, Louisville, KY   | 4:31  |
| 10. | Chip Away the Stone | Richard Supa                               | 8 avril 1978, Santa Monica, CA   | 4:12  |
| 11. | Sight for Sore Eyes | Tyler, Perry, Jack Douglas, David Johansen | 24 février 1978, Columbus, OH    | 3:18  |
| 12. | Mama Kin            | Tyler                                      | 4 juillet 1977, Indianapolis, IN | 3:43  |
| 13. | S.O.S. (Too Bad)    | Tyler                                      | 4 juillet 1977, Indianapolis, IN | 2:46  |

Face 4
| No  | Titre                                         | Auteur                                                                                 | de l'album                                                 | Durée |
| --- | --------------------------------------------- | -------------------------------------------------------------------------------------- | ---------------------------------------------------------- | ----- |
| 14. | I Ain't Got You                               | Calvin Carter                                                                          | 23 avril 1973, Boston, MA                                  | 3:57  |
| 15. | Mother Popcorn / Draw the Line                | James Brown, Alfred "Pee Wee" Ellis / Tyler, Perry                                     | 23 avril 1973, Boston, MA / 26 mars 1978, Philadelphie, PA | 11:35 |
| 16. | Train Kept A-Rollin' / Strangers In The Night | Tiny Bradshaw, Howard Kay, Lois Mann / Bert Kaempfert, Eddie Snyder, Charles Singleton | 2 avril 1978, Detroit, MI                                  | 4:51  |

[*] Draw The Line est accolé à Mother Popcorn, mais n'est pas crédité sur la pochette.

## Composition du groupe pour l'enregistrement
- Steven Tyler : chant, harmonica
- Joe Perry : guitare, vocaux
- Brad Whitford : guitare
- Tom Hamilton : basse
- Joey Kramer : batterie, percussions

## Musiciens additionnel
- Mark Radice : claviers, vocaux 77-78
- David Woodford : saxophone sur Mother Popcorn

## Charts et certifications
| Pays       | Durée du classement | Meilleur classement |
| ---------- | ------------------- | ------------------- |
| Canada     | 22 semaines         | 27e                 |
| France     | 30 semaines         | 19e                 |
| États-Unis | 22 semaines         | 13e                 |

| Pays       | Certification | Ventes      | Date       |
| ---------- | ------------- | ----------- | ---------- |
| Canada     | Or            | 50 000 +    | 01/12/1978 |
| États-Unis | Platine       | 1 000 000 + | 26/12/1978 |

### Charts singles
| Date       | Single              | Chart             | durée du classement | Position |
| ---------- | ------------------- | ----------------- | ------------------- | -------- |
| 03/02/1979 | Chip Away the Stone | Billboard Hot 100 | 3 semaines          | 77e      |